# Reprezentacja Polski w korfballu plażowym
Reprezentacja Polski w korfballu - zespół reprezentujący Rzeczpospolitą Polską w meczach i sportowych imprezach międzynarodowych w korfballu plażowym organizowanych przez Międzynarodową Federację Korfballu. Reprezentację powołuje selekcjoner, mogą w niej występować wyłącznie zawodnicy posiadający obywatelstwo polskie. Za jej funkcjonowanie odpowiedzialny jest Polski Związek Korfballu (PZKorf).

## Udział w turniejach
| Mistrzostwa Świata |                       |                    |            |
| Rok                | Mistrzostwa           | Gospodarz          | Lokata     |
| 2022               | 1. Mistrzostwa świata | Nador, Maroko      | 1. miejsce |
| 2024               | 2. Mistrzostwa Świata | Pattaya, Tajlandia | 4. miejsce |

| Puchar Świata (Mistrzostwa Europy) |                               |                      |            |
| Rok                                | Mistrzostwa                   | Gospodarz            | Lokata     |
| 2017                               | 1. Otwarte Mistrzostwa Europy | Haga, Holandia       | 7. miejsce |
| 2018                               | 1. Puchar Świata              | Blankenberge, Belgia | 3. miejsce |
| 2019                               | 2. Puchar Świata              | Azja                 | -          |
| 2023                               | 3. Puchar Świata              | Wrocław, Polska      | 3. miejsce |
| 2024                               | 4. Puchar Świata              | Temse, Belgia        | 2. miejsce |
| 2024                               | 5. Puchar Świata              | Bangkok, Tajlandia   | 3. miejsce |

## Wyróżnienia
Mistrzostwa Świata w Korfballu Plażowym 2022 - tytuł królowej strzelców - Tamara Siemieniuk
Puchar Świata w Korfballu Plażowym 2023 - tytuł królowej strzelców - Tamara Siemieniuk

## Skład reprezentacji
Puchar Świata 2025
| - Izabela Kołodziejczyk - Katarzyna Tomczyk - Paulina Płoszka - Natalia Klimczyk | - Marcin Nowak - Jędrzej Masztaleruk - Łukasz Krzemienowski - Kamil Nowacki |

Trener: Maciej Żak
The World Games 2025
| - Tamara Siemieniuk (c) - Izabela Kołodziejczyk - Natalia Klimczyk | - Kamil Nowacki - Jędrzej Masztaleruk - Rafał Diadik |

Trener: Maciej Żak
Puchar Świata 2024
| - Tamara Siemieniuk (c) - Izabela Kołodziejczyk - Paulina Płoszka - Julia Arent | - Marcin Nowak - Jędrzej Masztaleruk - Łukasz Krzemienowski |

Trener: Maciej Żak
Puchar Świata 2024
| - Tamara Siemieniuk (c) - Natalia Klimczyk - Izabela Kołodziejczyk - Katarzyna Tomczyk | - Marcin Nowak - Jędrzej Masztaleruk - Łukasz Krzemienowski - Kamil Nowacki |

Trener: Maciej Żak
Mistrzostwa Świata 2024
| - Tamara Siemieniuk (c) - Natalia Klimczyk - Izabela Kołodziejczyk - Katarzyna Tomczyk | - Marcin Nowak - Jędrzej Masztaleruk - Łukasz Krzemienowski - Rafał Diadik |

Trener: Maciej Żak
Puchar Świata 2023
| - Tamara Siemieniuk (c) - Natalia Klimczyk - Izabela Kołodziejczyk - Katarzyna Tomczyk | - Marcin Nowak - Jędrzej Masztaleruk - Kamil Nowacki - Rafał Diadik |

Trener: Maciej Żak
Mistrzostwa Świata 2022
| - Tamara Siemieniuk (c) - Natalia Klimczyk - Izabela Kołodziejczyk | - Marcin Nowak - Jędrzej Masztaleruk - Kamil Nowacki |

Trener: Maciej Żak